# تپه چیا برز کوچک
تپه چیا برز کوچک مربوط به عصر آهن است و در شهرستان گیلانغرب، بخش مرکز ی، دهستان گورسفید، ۶۰۰ متری غرب روستای علیرضاوندی واقع شده و این اثر در تاریخ ۲۶ اسفند ۱۳۸۷ با شمارهٔ ثبت ۲۵۵۴۴ به‌عنوان یکی از آثار ملی ایران به ثبت رسیده است.